# Sam Volton
Samjuel Mur Volton (29. mart 1918 – 5. april 1992) bio je američki biznismen i preduzetnik koji je najbolje poznat po osnivanju maloprodajnih firmi Volmart i Samov klub. Preduzeće Volmart stors Inc. se kasnije razvilo u najveću svetsku korporaciju po prihodima, kao i najvećeg privatnog poslodavca na svetu. Jedno vreme je Volton bio najbogatiji čovek u Americi.

## Detinjstvo i mladost
Samjuel Mur Volton je rođen je od oca Tomasa Gibsona Voltona i majke Nansi Li, iz Kingfišera u Oklahomi. On je tamo je živeo sa roditeljima na njihovoj farmi do 1923. godine. Međutim, poljoprivreda nije pružila dovoljno novca za podizanje porodice, te je Tomas Volton počeo se baviti hipotekarstvom. Radio je za hipotekarsku kompaniju svog brata, koja je bila zastupnik preduzeća Metropolitensko osiguranje, gde je tokom velike depresije vršio javne rasprodaje farmi.
On i njegova porodica (sada sa još jednim sinom Džejmsom, rođenim 1921) iselili su se iz Oklahome. Oni su se selili iz jednog malog grada u drugi nekoliko godina, uglavnom u Misuriju. Dok je pohađao osmi razred u Šelbajni u Misuriju, Sam je postao najmlađi orlovski izviđač u istoriji države. U odraslom životu, Volton je postao dobitnik nagrade Istaknuti orlovski izviđač organizacije Američkih izviđača.
Na kraju se porodica preselila u Kolumbiju, Misuri. Odrastajući tokom Velike depresije, obavljao je kućne poslove kako bi pomogao da njegova porodica finansijski sastavi kraj s krajem, što je bilo uobičajeno u to vreme. Muzao je porodičnu kravu, flaširao višak i vozio ga kupcima. Nakon toga, dostavljao bi novine Columbia Daily Tribune na svojoj ruti. Pored toga, prodavao je i pretplate na časopise. Nakon što je završio srednju školu Dejvid H. Hikman u Kolumbiji, proglašen je za „Najsvestranijeg dečaka“.
Nakon srednje škole, Volton je odlučio da pohađa koledž, nadajući se da će pronaći bolji način da pomogne svojoj porodici. Pohađao je Univerzitet u Misuriju kao ROTC kadet. Tokom tog perioda radio je razne sporedne poslove, uključujući konobarisanje u zamenu za obroke. Takođe tokom svog vremena na koledžu, Volton se pridružio Zeta Faj ogranku Beta Teta Paj bratstva. Takođe je bio uvršten u dekivanje QEBH, dobro poznatog tajnog društva u kampusu koje odaje počast najvišim seniorima, i nacionalno vojno časno društvo Skabard end Blejd. Pored toga, Volton je služio kao predsednik Beralove nastave biblije, velike klase studenata sa Univerziteta u Misuriju i Stivens koledža. Nakon što je 1940. diplomirao ekonomiju, izabran je za „stalnog predsednika“ klase.
Štaviše, on je elaborirao da je od ranog detinjstva naučio da im je kao deci važno da pomognu u obezbeđivanju doma, da daju, a ne da uzimaju. Dok je služio u vojsci, Volton je shvatio da želi da se bavi maloprodajom i da se bavi biznisom za sebe.
Volton se pridružio J. C. Penney kao menadžerski pripravnik u De Moјnu, Ajova, tri dana nakon što je diplomirao na koledžu. Ova pozicija mu je plaćala 75 dolara mesečno. Volton je proveo otprilike 18 meseci sa Dž. K. Penijem. Dao je ostavku 1942. u očekivanju da bude primljen u vojsku radi služenja u Drugom svetskom ratu. U međuvremenu je radio u fabrici municije DuPont u blizini Tulse, Oklahoma. Ubrzo nakon toga, Volton se pridružio vojsci u Obaveštajnom korpusu američke vojske, nadgledajući bezbednost u fabrikama aviona. Na ovoj poziciji služio je u Fort Daglasu u Solt Lejk Sitiju, Juta. Na kraju je dostigao čin kapetana.

## Prve prodavnice
Godine 1945, nakon što je napustio vojsku, Volton je preuzeo upravljanje svojom prvom prodavnicom raznovrsnih proizvoda u dobi od 26 godina. Uz pomoć pozajmice od 20.000 dolara od svog tasta, plus 5.000 dolara koje je uštedeo tokom vremena u vojsci, Volton je kupio prodavnicu Ben Franklin u Njuportu, Arkanzas. Prodavnica je bila franšiza lanca Batler Broders.
Volton je bio pionir mnogih koncepata koji su postali ključni za njegov uspeh. Prema Voltonu, ako bi ponudio cene dobre ili bolje od prodavnica u gradovima koji su udaljeni četiri sata vožnje automobilom, ljudi bi kupovali kod kuće. Volton se pobrinuo da police budu stalno opskrbljene širokim spektrom robe. Njegova druga prodavnica, mala robna kuća „Igl”, bila je u blizini njegovog prvog Ben Franklina i pored glavnog konkurenta u Njuportu.
Pošto je obim prodaje porastao sa 80.000 na 225.000 dolara za tri godine, Volton je privukao pažnju stanodavca, P. K. Holmsa, čija je porodica imala istoriju u maloprodaji. Diveći se Semovom velikom uspehu i želeći da povrati prodavnicu (i prava na franšizu) za svog sina, odbio je da obnovi zakup. Nedostatak opcije obnove, zajedno sa previsokom zakupninom od 5% od prodaje, bile su rane poslovne lekcije za Voltona. Uprkos tome što je Voltona naterao da izađe, Holms je kupio inventar prodavnice i opremu za 50.000 dolara, što je Volton nazvao „fer cenom“.
Pre nego što je kupio prodavnicu u Bentonvilu, prodaja je imala 72.000 dolara i porasla je na 105.000 dolara prve godine, a zatim 140.000 i 175.000 dolara.

## Literatura
- Trimble, Vance H. (1991). Sam Walton: the Inside Story of America's Richest Man. Penguin Books. ISBN 0-451-17161-6.  978-0-451-17161-0
- Walton, Sam; John Huey (1992). Made in America: My Story. New York: Doubleday. ISBN 0-385-42616-X.
- Bianco, Anthony (2006). The Bully of Bentonville: how the high cost of Wal-Mart's everyday low prices is hurting America. New York: Currency/Doubleday. ISBN 0-385-51356-9.
- Scott, Roy Vernon; Vance, Sandra Stringer (1994). Wal-Mart: A History of Sam Walton's Retail Phenomenon. ISBN 0-8057-9833-1.
- Fishman, C. (2006). The Wal-Mart Effect: How the World's Most Powerful Company Really Works--and HowIt's Transforming the American Economy. Penguin.
- Marquard, W. H. (2007). Wal-Smart: What it really takes to profit in a Wal-Mart world. McGraw Hill Professional.
- Sam Walton, Bibliography. https://www.biography.com/business-figure/sam-walton

## Spoljašnje veze
- „Time 100 Builders & Titans: Sam Walton by John Huey”. Time Magazine. 7. 12. 1998. Архивирано из оригинала 18. 10. 2000. г. Приступљено 31. 3. 2012. at Wayback Machine
- Sam Volton на сајту Find a Grave (језик: енглески)